# Johann Tschopp
Johann Tschopp (* 1. Juli 1982 in Siders) ist ein ehemaliger Schweizer Radrennfahrer.

## Karriere
Tschopp wurde 2004 Profi beim Schweizer Phonak Hearing Systems, nachdem er dort im Vorjahr als Stagiaire gefahren war. Zum ersten Mal liess er von sich hören, als er im Juni bei den Schweizer Meisterschaften Sechster im Einzelzeitfahren wurde. Bei der Österreich-Rundfahrt 2005 wurde er sogar nur knapp Zweiter hinter Juan Miguel Mercado.
Tschopp nahm 2003 an den Cyclocross-Weltmeisterschaften in Monopoli teil. Sein  zweiter internationaler Erfolg war ein Etappensieg beim Giro d’Italia. Auf dieser Etappe gewann er auch die Cima Coppi, die Bergwertung am höchsten Punkt des Giro zu Ehren der Radsportlegende Fausto Coppi vor Gilberto Simoni. Ende der Saison 2014 beendete er seine Strassenradsportkarriere, um sich auf das Mountainbiken zu konzentrieren.
2015 wurde Tschopp Schweizer Meister im Mountainbike-Marathon. Nachdem er sich im selben Jahr am Rücken verletzt hatte, verkündete er im August 2016 er seinen endgültigen Rücktritt vom Leistungsradsport.

## Erfolge
2009
- eine Etappe La Tropicale Amissa Bongo

2010
- eine Etappe Giro d’Italia

2012
- Gesamtwertung und eine Etappe Tour of Utah

2013
- Bergwertung Paris–Nizza

2015
- Schweizer Meister – Mountainbike-Marathon

## Grand-Tour-Platzierungen
| Grand Tour            | 2005 | 2006 | 2007 | 2008 | 2009 | 2010 | 2011 | 2012 | 2013 | 2014 |
| --------------------- | ---- | ---- | ---- | ---- | ---- | ---- | ---- | ---- | ---- | ---- |
| Giro d’ItaliaGiro     | 41   | 45   | –    | –    | 126  | 34   | 16   | 14   | –    | –    |
| Tour de FranceTour    | –    | –    | 93   | 54   | –    | –    | –    | –    | –    |      |
| Vuelta a EspañaVuelta | –    | –    | –    | –    | –    | 81   | DNF  | –    | –    | DNF  |

## Teams
- 2004–2006 Phonak Hearing Systems
- 2007–2010 Bbox Bouygues Telecom
- 2011–2012 BMC Racing Team
- 2013–2014 IAM Cycling